# Praekogia
Praekogia — вимерлий рід китоподібних родини Kogiidae, що жив у міоцені, що містить один вид: P. cedrosensis. Скам'янілості були знайдені в Мексиці (Нижня Каліфорнія).